# Adoració dels Reis Mags (Velázquez)
L'Adoració dels Reis Mags és una pintura a l'oli de Diego Velázquez conservat al Museu del Prado des del 1819.

## Història del quadre
El quadre el realitza quan té 20 anys, el 1619 Un any abans s'havia casat amb Juana Pacheco, filla del seu mestre Francisco Pacheco. Possiblement està realitzada per al noviciat de Sant Lluís dels jesuïtes de Sevilla, l'arç de l'angle inferior dret, al·lusiu a la Passió de Crist, pot fer referència a una preada relíquia que posseïa el sant rei de França. Està datat a la pedra, sota el peu de la verge.
Basat a la tradició cristiana, ens mostra als reis, dos blancs i un de negre, oferint regals al Nen Jesús (or com rei, encens com Déu i mirra com a home), poc després del naixement d'aquest.

## La tècnica
Un focus de llum il·lumina des del costat esquerre el cos del nen Jesús enfosquint la resta del quadre, tant que el fons s'aprecia amb dificultat, fins i tot és complicat identificar el rostre del rei Baltasar. Velázquez es basa en personatges populars, tant, que hi ha qui afirma, que els representats al quadre són membres de la seva família, així la Verge seria la seva esposa Juana Pacheco, el Nen Jesús de fet seria una nena, la mateixa filla de l'artista i el Rei Mag que apareix amb barba seria el seu mestre i sogre, Francisco Pacheco, Gaspar seria el mateix Velázquez. Velázquez portava dos anys exercint com a mestre de pintura i un any casat amb Juana Pacheco quan realitza aquesta obra. És molt destacable la qualitat de les vestidures, els plegaments i la lluentor dels objectes metàl·lics i de vidre que duen els Mags per oferir al nen igual que en altres obres d'etapa sevillana.